# Gräfensteinberger Wald
Der Gräfensteinberger Wald ist ein zusammenhängendes Waldgebiet südlich des namengebenden Ortes Gräfensteinberg, einem Gemeindeteil von Haundorf im mittelfränkischen Landkreis Weißenburg-Gunzenhausen. Der Wald war bis zur Gemeindegebietsreform in Bayern ein Gemeindefreies Gebiet.
Er befindet sich zwischen den Dörfern Gräfensteinberg und Brombach im Norden und Frickenfelden im Süden auf den Gebieten der Gemeinden Haundorf und Pfofeld sowie der Stadt Gunzenhausen. Nördlich liegen der Haundorfer Wald und der Mönchswald. Im Norden grenzt das Spalter Hügelland an.
Östlich des Waldes liegt der Kleine Brombachsee mit den Einöden Furthmühle, Hühnermühle und Neuherberg. Die Staatsstraße St 2222 und die Kreisstraße WUG 20 durchqueren den südlichen, die Bundesstraße 466 den westlichen Teil des Waldgebiets. Innerhalb des Gräfensteinberger Walds liegt die Quelle des Reutbaches, der im westlichen Waldgebiet in den Brombach mündet. Im Waldgebiet befinden sich mehrere Weiher, darunter der Ödweiher. Das im Westen gelegene Brombachmoor ist seit 1983 als Naturschutzgebiet ausgewiesen. Der Altmühlüberleiter, ein aus wasserwirtschaftlichen Zwecken angelegter Kanal, durchquert den Wald von Westen nach Osten, auf einem langen Abschnitt unterirdisch. 
Der Wald gehörte den Rieter von Kornburg und Kalbensteinberg, bis ihn 1766 die Ansbacher Markgrafen erwarben. Damit fiel das Waldgebiet 1792 an Preußen und kam 1806 zum Königreich Bayern. Der Gräfensteinberger Wald ist durch mehrere Wanderwege touristisch erschlossen.